# Fontaine Saint-Pardoux à Bugeat
La fontaine Saint-Pardoux à Bugeat est une fontaine située dans le quartier dit « Quartier du Moulin », en contrebas de la rue du Pont des Rochers, à Bugeat, dans le département français de la Corrèze.

## Description
Une petite construction marque l’emplacement de la fontaine ; on y voit un bloc de pierre, taillé en forme de stèle avec deux pans coupés, agrémenté de moulures, gravé de deux inscriptions, l’une à l’avant du bloc taillé (S PARDOUX), l’autre à l’arrière (1891). Le bloc est surmonté d’une petite croix latine taillée dans une pierre, une croix dont la partie supérieure est manquante ; en dessous du bloc de pierre se trouve un petit bassin où arrive l’eau de la source.
La fontaine porte donc le nom du saint patron de la paroisse de Bugeat, saint Pardoux, qui a donné son nom à l’église de la paroisse se tenant sur la place principale du bourg. La fontaine, près du moulin de Bugeat, est répertoriée dans des ouvrages traitant du tourisme et du patrimoine ; on y apprend que cette fontaine était autrefois réputée pour la guérison des maux d’yeux, et qu’on s’y rendait en pèlerinage, le jour de la fête du saint, le 6 octobre.
La date gravée sur le bloc de pierre situé à l’emplacement de la fontaine, 1891, indique l’année où a été mise en place la petite construction mettant en valeur la fontaine. Plus d’un siècle plus tard, en 2016, à l'initiative de l'association Les Amis du Pays de Bugeat, l'accès à la fontaine Saint-Pardoux a été aménagé ; grâce aux travaux entrepris et avec l’autorisation des propriétaires du terrain où se trouve la fontaine, le chemin vers celle-ci a été à nouveau ouvert. Un peu plus haut que la fontaine, dans la pente, se trouve un lavoir, qui a été longtemps fréquenté par les femmes de Bugeat qui venaient y laver et y rincer le linge qu’elles avaient lessivé à la maison. Un peu plus bas que la fontaine, là où coule le ruisseau des Rochers, se trouve un pont, de type « pont planche », fait de dalles de granite soutenues par des piliers constitués de grosses pierres entassées, un type de pont que l’on trouve en plusieurs endroits du plateau de Millevaches.

### Fragment d’une croix décorant la fontaine
Un des éléments décorant la fontaine est un fragment d’une croix de granite reposant sur la partie supérieure du socle ; celui-ci, taillé en forme de stèle, est installé en bordure du bassin recueillant l’eau de la source. Ce fragment sculpté est la partie sommitale d’une de ces croix, dites « croix monumentales », qui sont au nombre de plus de 1 300 en haute Corrèze. À Bugeat, il a été conservé la partie supérieure du fût d’une croix de granite ; l’extrémité du fût n’est pas pattée, mais elle est échancrée en deux lobes ; cette forme se retrouve dans d’autres croix de la région. À Bugeat a été également conservée, sur le même fragment de pierre, la représentation sculptée du visage du Christ.
Les morceaux manquants sont les bras de la croix, ainsi que la partie inférieure du fût. Le fragment sculpté conservé a été fixé par un joint de ciment sur le socle où est gravé le nom de saint Pardoux. Ces éléments stylistiques suggèrent que ce fragment d’une croix de granite a été trouvé en dehors du site de la fontaine, et remployé en cet endroit ; cette pratique a été observée dans la région où des croix ont été remployées sur un puits ou une fontaine.

Quelques vues du site
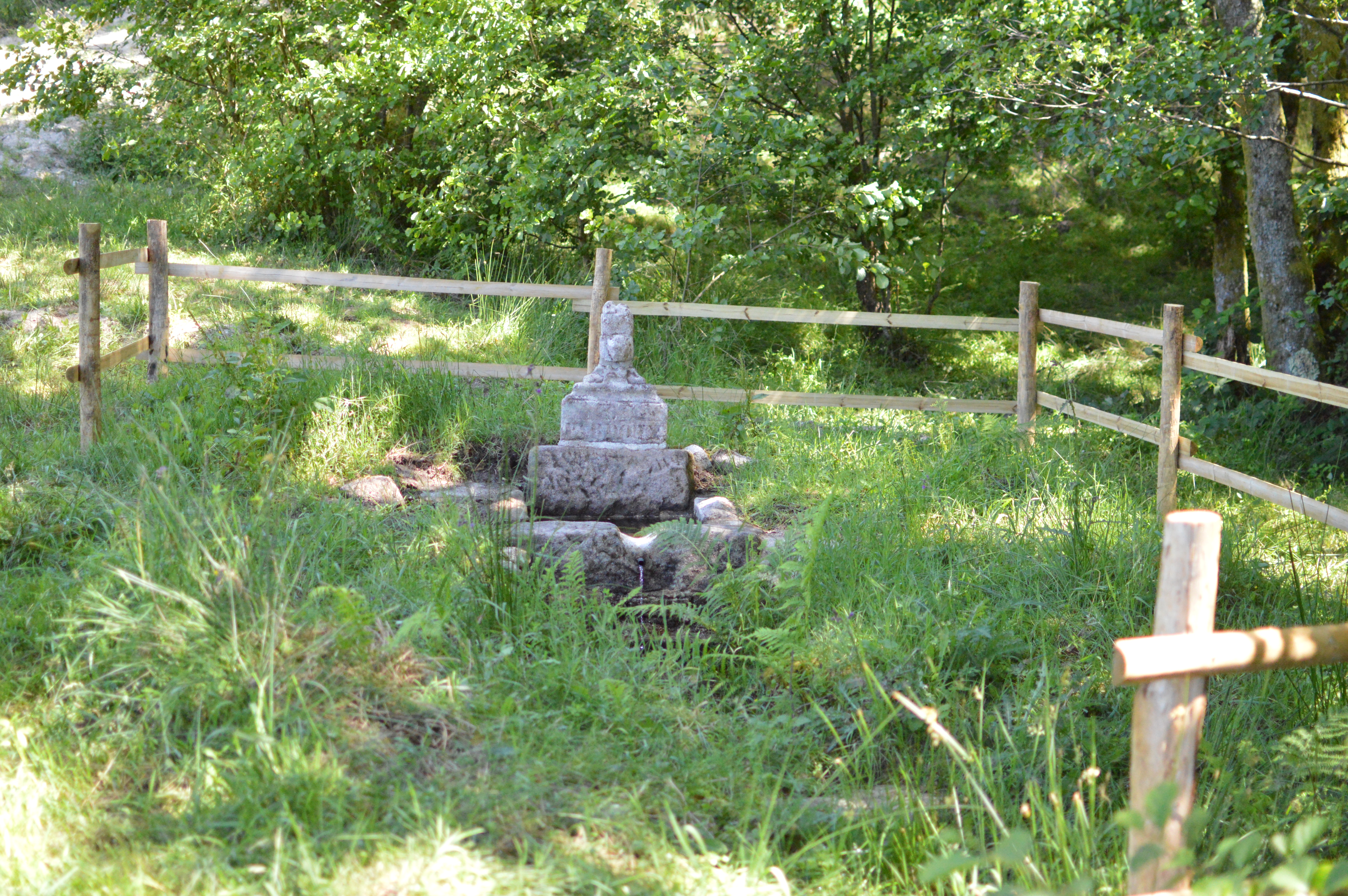
Vue générale du site de la fontaine, avec la barrière de bois protégeant le monument.
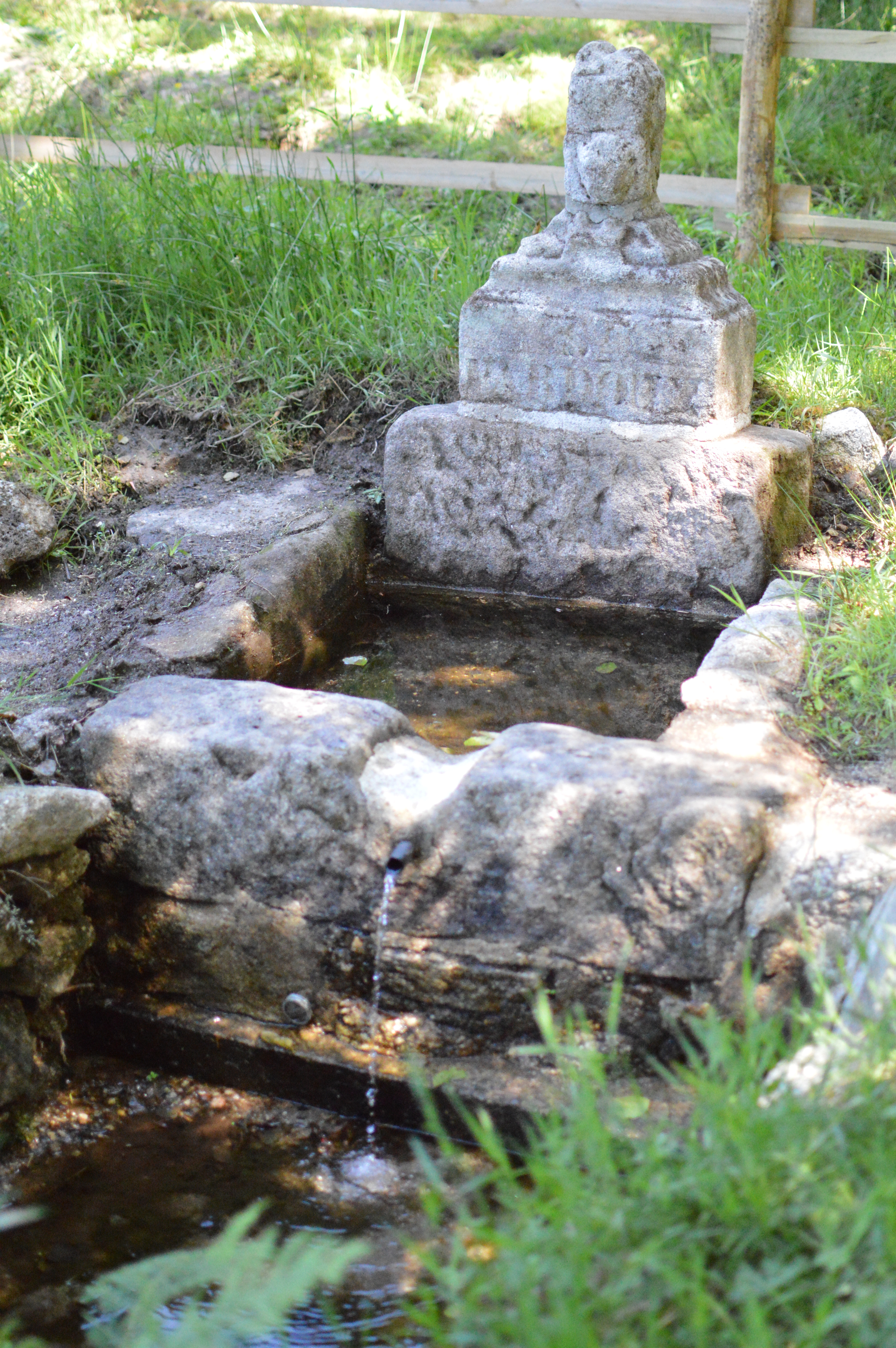
La fontaine, avec l’inscription « S PARDOUX », et, surmontant la pierre, la croix incomplète.
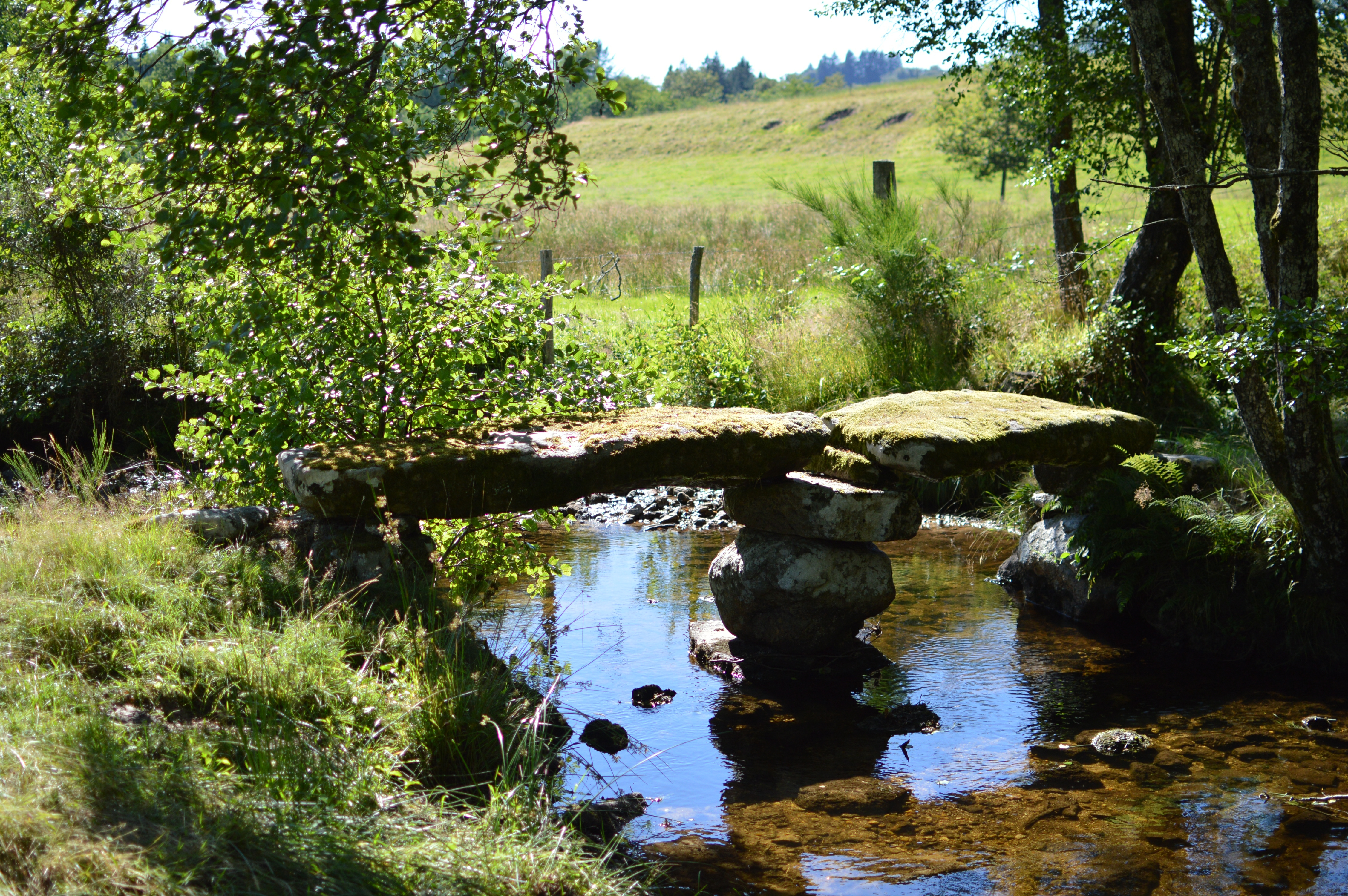
Vue du pont de type « pont planche », situé à proximité de la fontaine.

## Le témoignage de Gaston Vuillier
Gaston Vuillier, dessinateur et journaliste, a fait le récit d’un voyage qui l’a conduit, en 1899, en haute Corrèze. Il a donné, à la suite de ce voyage, des descriptions et des récits sur les fontaines sacrées du Limousin, dans un texte intitulé « Chez les magiciens et les sorciers de la Corrèze ». Mentionnant son séjour à Bugeat, Vuillier ne parle que de la fontaine Saint-Pardoux : 

« Rien à conter sur Bugeat, qui devint notre centre de ralliement sur ces hauteurs. Dans le voisinage, sur une pente, sourd la fontaine sacrée de Saint-Pardoux, réputée pour guérir les maux d’yeux. C’est tout ce que la petite ville semble offrir d’intéressant. »

Le journaliste était aussi dessinateur et il a laissé une représentation de la fontaine dans un dessin publié dans la revue Le Tour du monde,.

## Pour approfondir